# Lac de Badet
Pour les articles homonymes, voir Badet.
À ne pas confondre avec le Lac de Badet (Sazos)
Le lac de Badet est un lac pyrénéen français situé administrativement dans la commune d'Aragnouet dans le département des Hautes-Pyrénées en région Occitanie.
Le lac a une superficie de 0,3 ha pour une altitude de 2 084 m.

## Toponymie
En occitan, badet signifie la petite vallée.

## Géographie
Le lac est situé dans la vallée de la Neste de Badet non loin de sa source, au pied du pic de Piau (2 696 m) et près de la station de ski de Piau-Engaly.

### Topographie
| Port de Campbieil (2 596 m)  |                          | Piau-Engaly           |
| Soum des Salettes (2 976 m)  | lac du Badet             | Pic du Piau (2 696 m) |
| Hourquette de Héas (2 608 m) | Pic de la Géla (2 851 m) |                       |

## Protection environnementale
Le lac est situé dans le parc national des Pyrénées et fait partie d'une zone naturelle protégée, classée ZNIEFF de type 1.

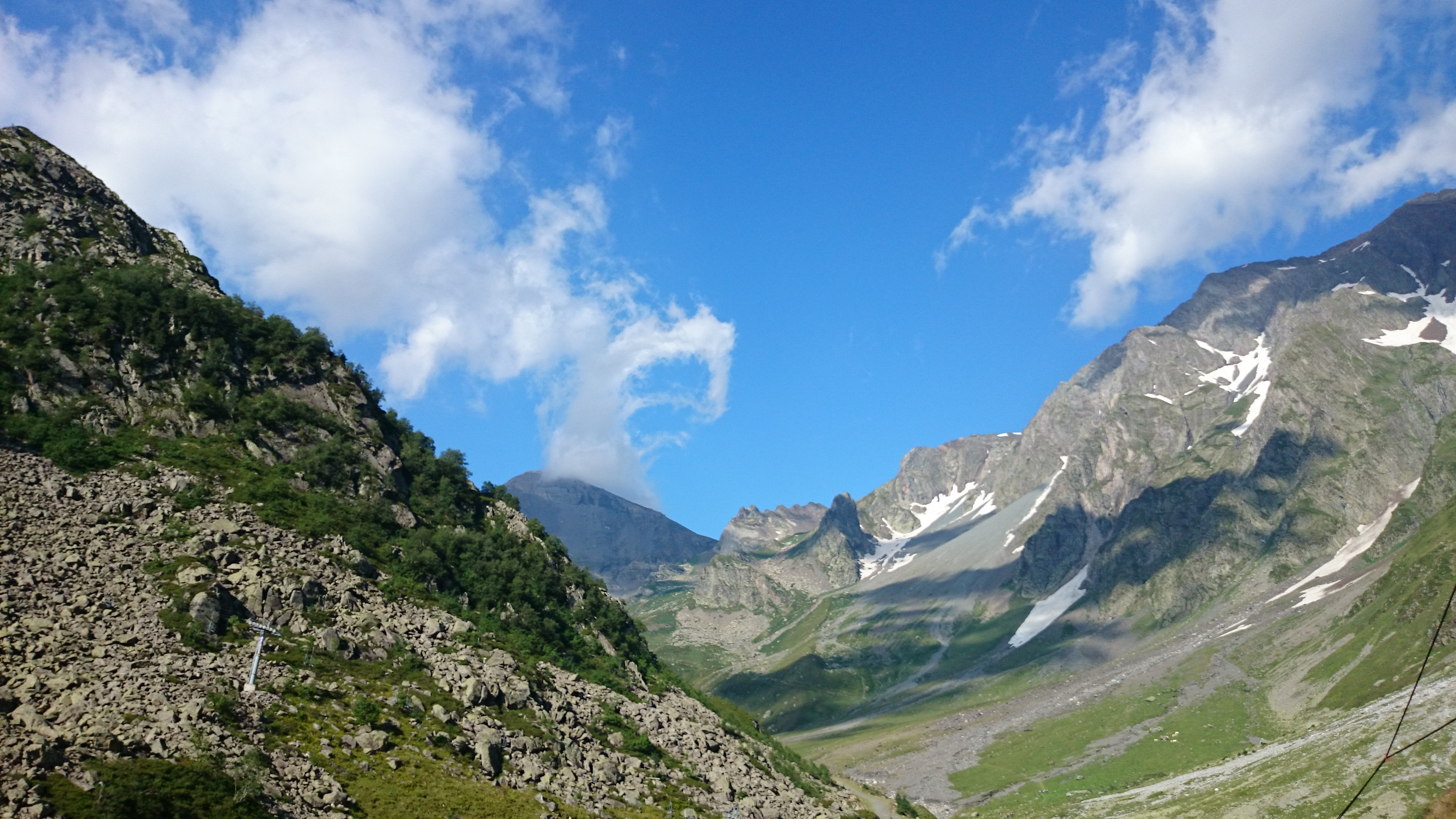
Vallée du Badet

## Voie d’accès
Le lac de Badet est accessible depuis la station de Piau-Engaly en remontant la vallée du Badet.